# Neurogenética

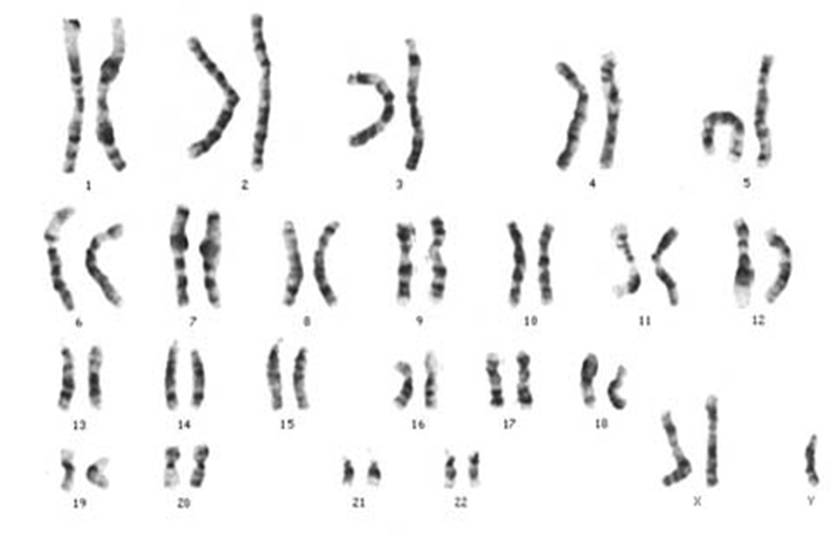
Cariograma humano

A neurogenética estuda o papel da genética no desenvolvimento e função do sistema nervoso. Considera as características neurais como fenótipos (ou seja, manifestações, mensuráveis ou não, da constituição genética de um indivíduo), e baseia-se principalmente na observação de que os sistemas nervosos dos indivíduos, mesmo os pertencentes à mesma espécie, podem não ser idênticos. Como o nome indica, ele extrai aspectos tanto dos estudos da neurociência quanto da genética, focando em particular como o código genético que um organismo carrega afeta seus traços expressos. Mutações nesta sequência genética podem ter uma ampla gama de efeitos na qualidade de vida do indivíduo. Doenças neurológicas, comportamento e personalidade são todos estudados no contexto da neurogenética. O campo da neurogenética surgiu em meados do século 20, com avanços seguindo de perto os avanços feitos na tecnologia disponível. Atualmente, a neurogenética é o centro de muitas pesquisas utilizando técnicas de ponta.

## História
O campo da neurogenética surgiu a partir de avanços feitos na biologia molecular, genética e um desejo de entender a ligação entre genes, comportamento, cérebro e distúrbios e doenças neurológicas. O campo começou a se expandir na década de 1960 através da pesquisa de Seymour Benzer, considerado por alguns como o pai da neurogenética.

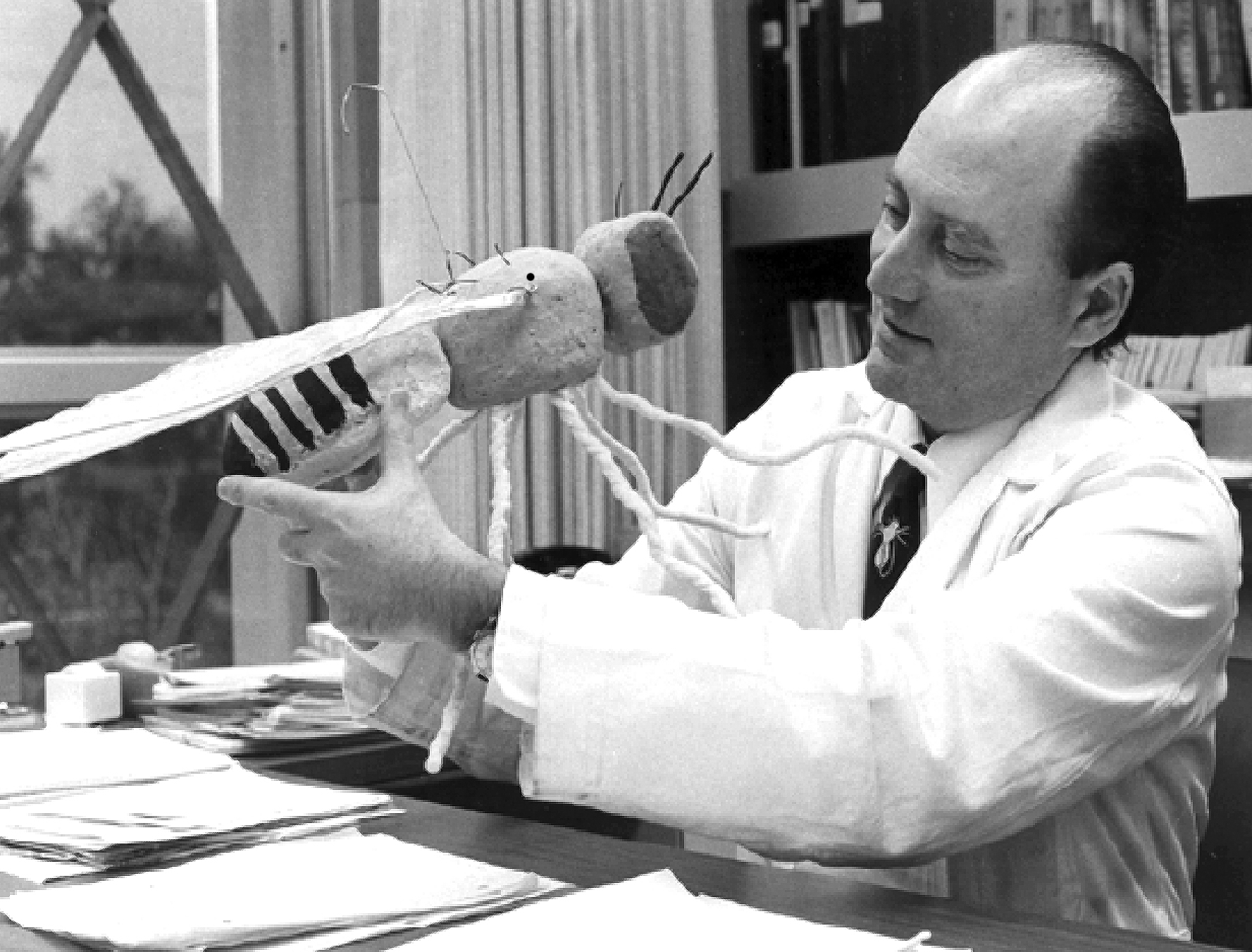
Seymour Benzer em seu escritório na Caltech em 1974 com um grande modelo de Drosophila

Seu trabalho pioneiro com a Drosophila ajudou a elucidar a ligação entre os ritmos circadianos e os genes, o que levou a novas investigações sobre outros traços do comportamento. Ele também começou a realizar pesquisas em neurodegeneração em moscas da fruta na tentativa de descobrir maneiras de suprimir doenças neurológicas em humanos. Muitas das técnicas que ele usou e as conclusões que tirou levaram o campo adiante.
A análise inicial baseou-se na interpretação estatística por meio de processos como escores LOD (logaritmo de probabilidades) de pedigrees e outros métodos observacionais, como pares de irmãos afetados, que analisam o fenótipo e a configuração IBD (identidade por descendência). Muitos dos distúrbios estudados no início, incluindo Alzheimer, Huntington e esclerose lateral amiotrófica ainda estão no centro de muitas pesquisas até hoje. No final da década de 1980, novos avanços na genética, como a tecnologia do DNA recombinante e a genética reversa, permitiram o uso mais amplo de polimorfismos de DNA para testar a ligação entre defeitos de DNA e genes. Este processo é referido algumas vezes como análise de ligação. Na década de 1990, a tecnologia cada vez mais avançada tornou a análise genética mais viável e disponível. Esta década viu um aumento acentuado na identificação do papel específico dos genes em relação aos distúrbios neurológicos. Avanços foram feitos, mas não limitados a: síndrome do X frágil, Alzheimer, Parkinson, epilepsia e esclerose lateral amiotrófica.

## Problemas neurológicos
Embora a base genética de doenças e distúrbios simples tenha sido identificada com precisão, a genética por trás de distúrbios neurológicos mais complexos ainda é uma fonte de pesquisa em andamento. Novos desenvolvimentos, como os estudos de associação do genoma completo (GWAS), trouxeram novos e vastos recursos ao alcance. Com esta nova informação, a variabilidade genética na população humana e as doenças possivelmente relacionadas podem ser mais facilmente discernidas. As doenças neurodegenerativas são um subconjunto mais comum de distúrbios neurológicos, com exemplos sendo a doença de Alzheimer e a doença de Parkinson. Atualmente não existem tratamentos viáveis que realmente revertam a progressão das doenças neurodegenerativas; no entanto, a neurogenética está emergindo como um campo que pode produzir uma conexão causal. A descoberta de ligações poderia então levar a drogas terapêuticas, que poderiam reverter a degeneração cerebral.

## Sequenciamento de genes
Um dos resultados mais notáveis de novas pesquisas em neurogenética é um maior conhecimento dos loci gênicos que mostram ligação com doenças neurológicas. A tabela abaixo representa uma amostra de localizações de genes específicos identificados para desempenhar um papel em doenças neurológicas selecionadas com base na prevalência nos Estados Unidos.
| Loci dos genes                     | Doença neurológica   |
| ---------------------------------- | -------------------- |
| APOE ε4, PICALM                    | Doença de Alzheimer  |
| DR15, DQ6                          | Esclerose múltipla   |
| LRRK2, <i id="mwZA">PARK2'', PARK7 | Mal de Parkinson     |
| HTT                                | Doença de Huntington |

## Métodos de pesquisa

### Análise estatística
O logaritmo de probabilidades é uma técnica estatística usada para estimar a probabilidade de ligação gênica entre características. Ele é frequentemente usado em conjunto com pedigrees, mapas da composição genética de uma família, a fim de produzir estimativas mais precisas. Um dos principais benefícios dessa técnica é sua capacidade de fornecer resultados confiáveis em amostras grandes e pequenas, o que é uma vantagem marcante em pesquisas de laboratório.
O mapeamento de loci de características quantitativas (QTL em inglês) é outro método estatístico usado para determinar as posições cromossômicas de um conjunto de genes responsáveis por uma determinada característica. Ao identificar marcadores genéticos específicos para os genes de interesse em uma linhagem recombinante, a quantidade de interação entre esses genes e sua relação com o fenótipo observado pode ser determinada por meio de análises estatísticas complexas. Em um laboratório de neurogenética, o fenótipo de um organismo modelo é observado avaliando a morfologia de seu cérebro através de fatias finas. O mapeamento de QTL também pode ser realizado em humanos, embora as morfologias cerebrais sejam examinadas usando a ressonância magnética nuclear em vez de fatias do tecido nervoso. Os seres humanos representam um desafio maior para a análise de QTL porque a população genética não pode ser tão cuidadosamente controlada quanto a de uma população recombinante endogâmica, o que pode resultar em fontes de erro estatístico.

### DNA recombinante
O DNA recombinante é um importante método de pesquisa em muitos campos, incluindo a neurogenética. Ele é usado para fazer alterações no genoma de um organismo, geralmente fazendo com que ele superexpresse ou subexpresse um determinado gene de interesse ou expresse uma forma mutante dele. Os resultados desses experimentos podem fornecer informações sobre o papel desse gene no corpo do organismo e sua importância na sobrevivência e na aptidão. Os hospedeiros são então rastreados com o auxílio de uma droga tóxica à qual o marcador selecionável é resistente. O uso de DNA recombinante é um exemplo de genética reversa, onde pesquisadores criam um genótipo mutante e analisam o fenótipo resultante. Na genética direta, um organismo com um fenótipo específico é identificado primeiro e seu genótipo é então analisado.

### Pesquisa em animais

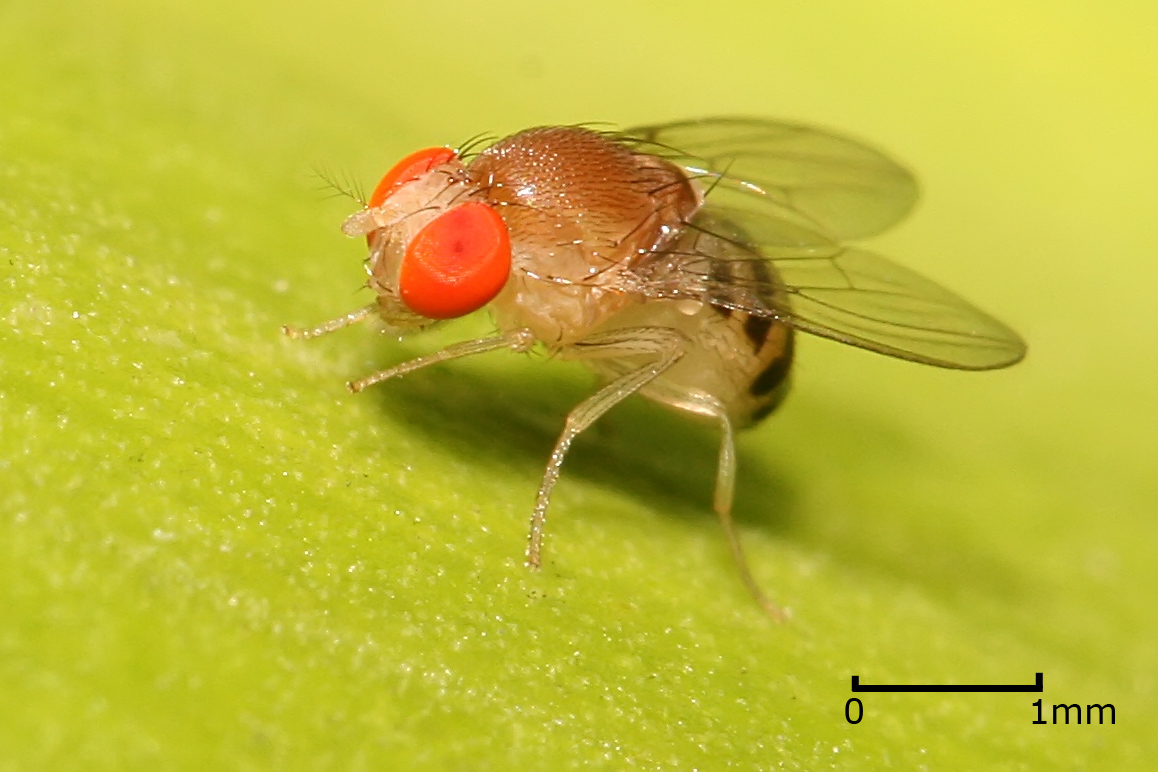
Drosophila

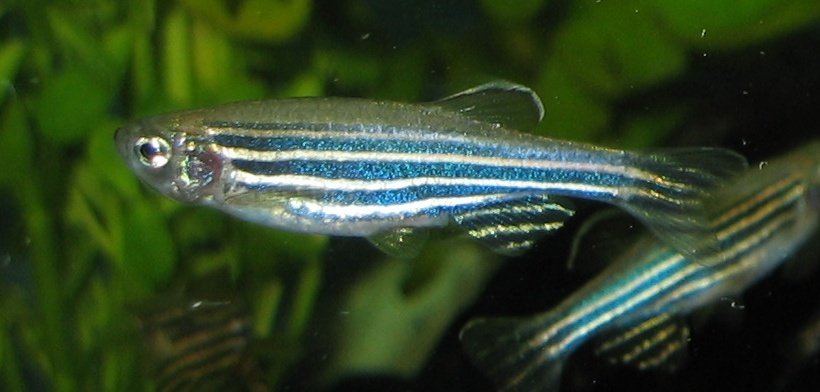
Peixe-zebra

Organismos modelo são uma ferramenta importante em muitas áreas de pesquisa, incluindo o campo da neurogenética. Ao estudar criaturas com sistemas nervosos mais simples e genomas menores, os cientistas podem entender melhor seus processos biológicos e aplicá-los a organismos mais complexos, como os humanos. Devido à sua baixa manutenção e genomas altamente mapeados, camundongos, Drosophila e C. elegans são muito comuns. Danio rerio e arganazes-do-campo também se tornaram mais comuns, especialmente no âmbito social e comportamental da neurogenética.

## Neurogenética Comportamental
Os avanços nas técnicas de biologia molecular e o projeto genoma de toda a espécie tornaram possível mapear todo o genoma de um indivíduo. Se os fatores genéticos ou ambientais são os principais responsáveis pela personalidade de um indivíduo tem sido um tópico de debate. Graças aos avanços no campo da neurogenética, os pesquisadores começaram a abordar essa questão começando a mapear os genes e correlacioná-los a diferentes traços de personalidade. Há pouca ou nenhuma evidência para sugerir que a presença de um único gene indica que um indivíduo expressará um estilo de comportamento em detrimento de outro; em vez disso, ter um gene específico pode tornar a pessoa mais predisposta a exibir esse tipo de comportamento. Está começando a ficar claro que a maioria dos comportamentos influenciados geneticamente se deve aos efeitos de muitas variantes dentro de muitos genes, além de outros fatores reguladores neurológicos, como os níveis de neurotransmissores. Devido ao fato de que muitas características comportamentais foram conservadas entre as espécies por gerações, os pesquisadores podem usar animais como camundongos e ratos, mas também moscas da fruta, vermes e peixes-zebra, para tentar determinar genes específicos que se correlacionam com o comportamento e tentam combiná-los com os genes humanos.

### Conservação de genes entre espécies
Embora seja verdade que a variação entre as espécies possa parecer pronunciada, elas compartilham muitos traços de comportamento semelhantes que são necessários para a sobrevivência. Tais características incluem acasalamento, agressão, forrageamento, comportamento social e padrões de sono. Essa conservação do comportamento entre as espécies levou os biólogos a levantar a hipótese de que essas características poderiam ter causas e caminhos genéticos semelhantes, se não os mesmos. Estudos realizados nos genomas de uma infinidade de organismos revelaram que muitos organismos possuem genes homólogos, o que significa que algum material genético foi conservado entre as espécies. Se esses organismos compartilharam um ancestral evolutivo comum, isso pode implicar que aspectos do comportamento podem ser herdados de gerações anteriores, dando suporte às causas genéticas – em oposição às causas ambientais – do comportamento. Variações nas personalidades e características comportamentais observadas entre indivíduos da mesma espécie podem ser explicadas por diferentes níveis de expressão desses genes e suas proteínas correspondentes.